# Jerez (kommun i Zacatecas)
Jerez är en kommun i Mexiko.   Den ligger i delstaten Zacatecas, i den centrala delen av landet, 500 km nordväst om huvudstaden Mexico City. Antalet invånare är 57 610. Arean är 1 521 kvadratkilometer.
Terrängen i Jerez är huvudsakligen kuperad.
Följande samhällen finns i Jerez:
- Jerez de García Salinas
- Santa Rita
- Tanque de San Juan
- Jomulquillo
- Palmas Altas
- San Isidro del Salto
- El Porvenir
- Ignacio Allende
- Río Florido
- Puerta de Chula
- Los Rodarte
- Parral de las Huertas
- Ermita de los Murillo
- Los Ríos